# روبرت إي. لي بلاكبيرن
روبرت إي. لي بلاكبيرن (بالإنجليزية: Robert E. Lee Blackburn)‏ هو سياسي أمريكي، ولد في 9 أبريل 1870، وتوفي في 20 سبتمبر 1935 في الولايات المتحدة. حزبياً، نشط في الحزب الجمهوري. وقد انتخب عضو مجلس النواب الأمريكي.